# Schnepfenflug an der Weinstraße
Schnepfenflug an der Weinstraße ist eine Großlage im rheinland-pfälzischen Weinbaugebiet Pfalz.

## Lage
Er liegt im Mittelhaardt an der Deutschen Weinstraße. Die Großlage erstreckt sich auf die Gemeinden Forst an der Weinstraße, Wachenheim an der Weinstraße, Friedelsheim und Deidesheim.

## Einzellagen
Der Schnepfenflug an der Weinstraße besteht aus folgenden Einzellagen:
| Deidesheim - Deidesheimer Letten Forst an der Weinstraße - Forster Bischofsgarten (43 ha) - Forster Stift (56 ha) Friedelsheim - Friedelsheimer Bischofsgarten - Friedelsheimer Kreuz - Friedelsheimer Schloßgarten Wachenheim an der Weinstraße - Wachenheimer Bischofsgarten - Wachenheimer Luginsland |